# Myrmecaelurus oblitus
Myrmecaelurus oblitus är en insektsart som först beskrevs av Luisa Eugenia Navas 1925.  Myrmecaelurus oblitus ingår i släktet Myrmecaelurus och familjen myrlejonsländor. Inga underarter finns listade i Catalogue of Life.